# گیوکی
گیوکی، روستایی از توابع بخش خزل شهرستان نهاوند در استان همدان ایران است.
مردم این روستا لر هستند و به زبان لری گویش نهاوندی سخن می گویند.

## جمعیت
این روستا در دهستان سلگی قرار دارد و براساس سرشماری مرکز آمار ایران در سال ۱۳۸۵، جمعیت آن ۵۵۲ نفر (۱۳۴خانوار) بوده‌است.